# Benespera
Benespera es una freguesia portuguesa del concelho de Guarda, con 18,15 km² de superficie y 346 habitantes (2001). Su densidad de población es de 19,1 hab/km².